# Thorpe Underwood (Northamptonshire)
Thorpe Underwood – osada w Anglii, w hrabstwie Northamptonshire, w dystrykcie (unitary authority) North Northamptonshire, w civil parish Harrington. Leży 21 km na północ od miasta Northampton i 113 km na północny zachód od Londynu. W 1870-72 osada liczyła 22 mieszkańców.